# Мартынович, Василий Сергеевич
Васи́лий Серге́евич Мартыно́вич (1871—1933) — русский советский архитектор.

## Биография
Родился в 1871 г. в Одессе. В 1894 г. поступил и в 1901 г. окончил Императорскую Академию художеств. Получил звание художника-архитектора за «проект Городской Думы в столице». 
Начало творчества совпало с расцветом стиля модерн в русской архитектуре, много строил в этой стилистике в Санкт-Петербурге. В. С. Мартынович занимал должность техника Городской управы Санкт-Петербурга, а также являлся архитектором Николаевской железной дороги. Член жюри различных архитектурных конкурсов. Член Петербургского общества архитекторов.
В советские годы В. С. Мартынович — специалист по санаторному строительству. Советские постройки его авторства можно найти в Москве и Томске. Скончался в 1933 г.
Значение наследия В. С. Мартыновича широко обсуждалось во время конфликта вокруг сноса здания Таганской АТС на Покровском бульваре в Москве. Многочисленные высказывающиеся за сохранение АТС архитекторы и искусствоведы заявляли, что здание АТС гармонично вписывается в классическое окружение на Покровском бульваре. Архитектор применял индивидуальную трактовку архитектурных форм и композиционных приемов, в том числе, в обработке фасадных плоскостей (редко встречающиеся в эпоху конструктивизма тонкость, пластичность, скульптурность — к примеру, скругление стены АТС в месте примыкания машинного зала к витражу лестницы, математически точно просчитанное пропорционирование отдельных частей и тонкая графика фасада).

## Проекты и постройки

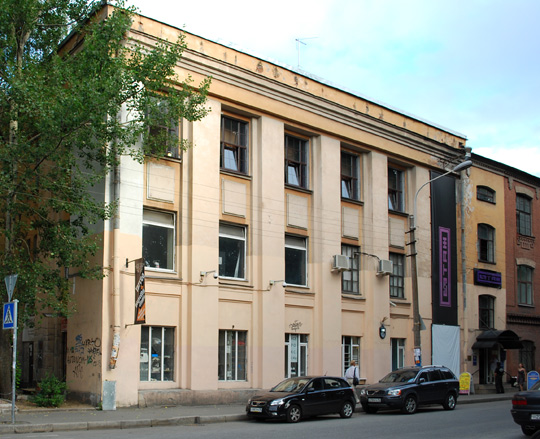
Городской изоляционный дом (левый корпус, правая часть), Санкт-Петербург, 1902 г.
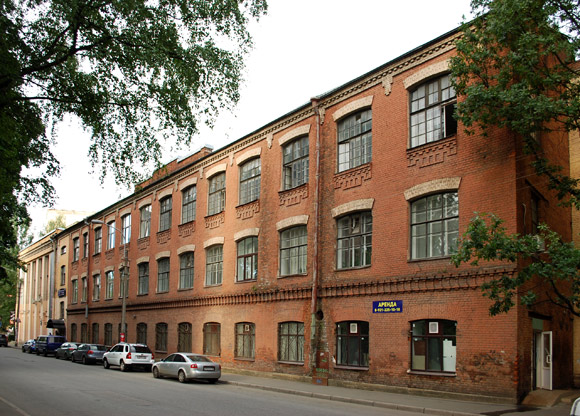
Городской изоляционный дом (правая часть), Санкт-Петербург, 1902 г.
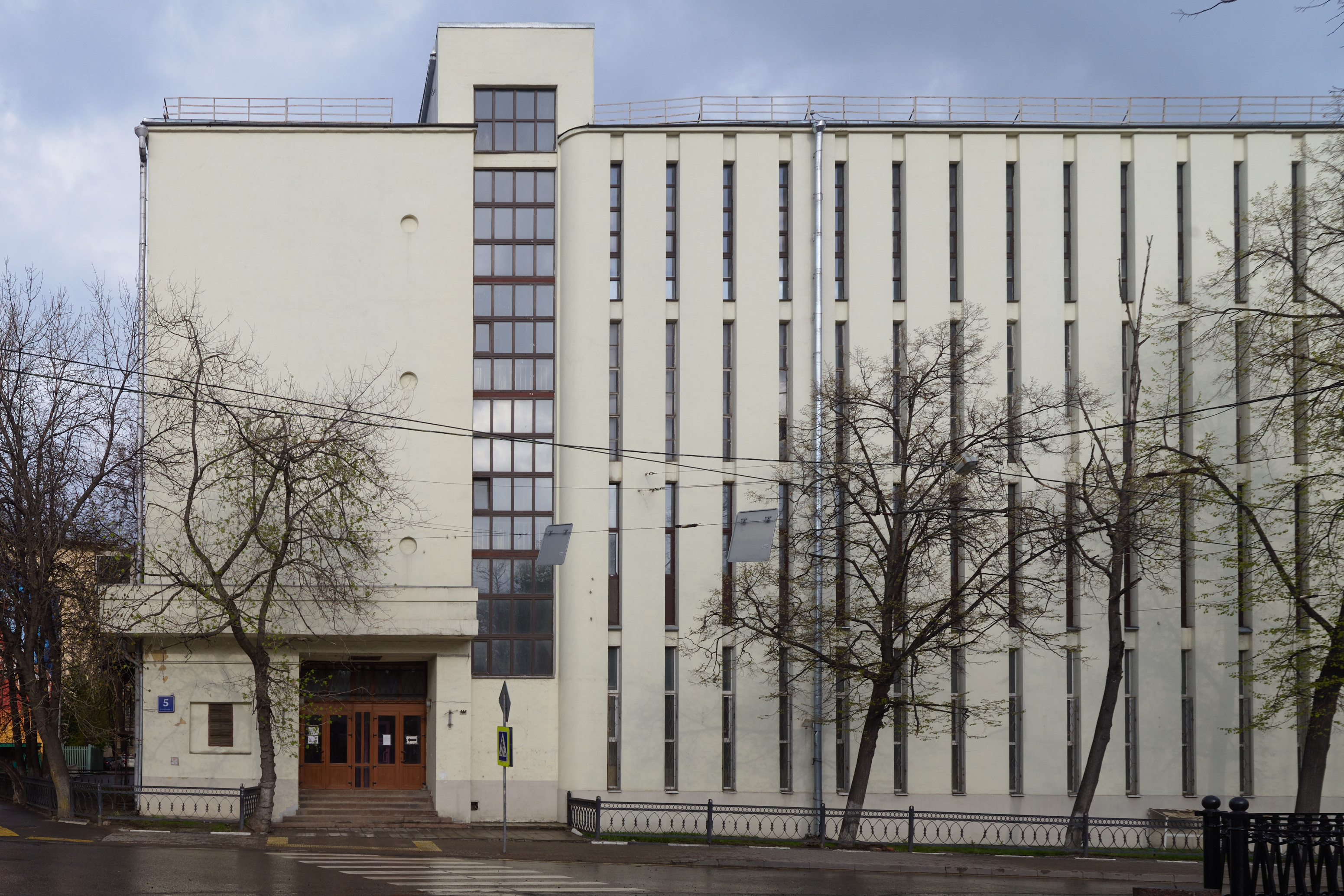
Таганская АТС, Москва, 1929 г.

- Городской изоляционный дом (правая часть), 1902 г., Санкт-Петербург, Аптекарский проспект, 2.
- Городской изоляционный дом, 1903—1905 гг., Санкт-Петербург, улица Профессора Ивашенцова, 5 (совместно с А. Г. Успенским).
- Здание мясной и скотопромышленной биржи, 1904—1905 гг., Санкт-Петербург, набережная Обводного канала, 112.
- Доходный дом А. А. Горигина, 1905—1906 гг., Санкт-Петербург, Мытнинская улица, 11[4].
- Дом Товарищества М. Е. Башкирова, 1905—1906 гг., Санкт-Петербург, проспект Энгельса, 83. Охранный статус — внесен КГИОП в «Список вновь выявленных объектов, представляющих историческую, научную, художественную или иную культурную ценность».
- Таганская автоматическая телефонная станция, 1929 г., Москва. Покровский бульвар, д. 5, стр. 1.
- Дом жилой ВСНХ (Высшего совета народного хозяйства) с поликлиникой, 1930 г., Москва, Покровский бульв., д. 14/5 (Трехсвятительский М. пер., д. 5/14), стр. 2. Охранный статус — ценный градоформирующий объект.